# Le 1741
Le 1741 est un restaurant gastronomique à Strasbourg dans le département du Bas-Rhin en France.

## Histoire
À l'origine, à cet endroit,  se trouve le restaurant Julien, alors étoilé Michelin, sous l’égide de Serge Knapp, ensuite le restaurant Fleur de sel.  
En mai 2012, Cédric Moulot, inaugure Le 1741, son nouvel établissement gastronomique qui obtient une étoile  au guide Michelin, deux années après son ouverture,, et, 3 toques  au Gault et Millau. 
Fabien Raux reçoit, en 2009, le premier prix du trophée Avenir Raymond Vaudard  et le premier prix « Cuisine » dans le cadre des prix spéciaux Vaudard, et en 2010, le Trophée Jean Sabine.
Fabien Raux signe sa première carte personnelle le 1er janvier 2018, avec, en salle, le directeur et sommelier, Michael Wagner,, dont la cave voûtée abrite plus de 550 références.
L'établissement est installé sur 3 étages, la cuisine au deuxième, et, les réfrigérateurs et le nettoyage de la vaisselle au troisième, le tout sans ascenseur, ni monte-plats[réf. nécessaire]. 

### Localisation
Le 1741 se situe, face au palais Rohan, au no 22 du quai des Bateliers à Strasbourg.

### L’origine du nom
Le 1741 doit son nom à l’année de fin de construction du Palais Rohan de Strasbourg.